# Lathacris rubriventris
Lathacris rubriventris är en insektsart som beskrevs av Marius Descamps och Christiane Amédégnato 1972. Lathacris rubriventris ingår i släktet Lathacris och familjen gräshoppor. Inga underarter finns listade i Catalogue of Life.